# Contea di Russell (Alabama)
La contea di Russell, in inglese Russell County, è una contea dello Stato dell'Alabama, negli Stati Uniti. La popolazione al censimento del 2000 era di 49.756 abitanti. Il capoluogo di contea è Phenix City.

## Geografia fisica
La contea si trova nella parte orientale dell'Alabama, al confine con lo Stato della Georgia. Lo United States Census Bureau certifica che l'estensione della contea è di 1.677 km², di cui 1.661 km² composti da terra e i rimanenti 16 km² composti di acqua.
La contea di Russell si trova interamente all’interno della sezione fisiografica della Pianura Costiera ed è composta da basse colline argillose ondulate e da fiumi e torrenti con fondali sabbiosi. Il fiume Chattahoochee scorre lungo il confine orientale della contea.

### Contee confinanti
- Contea di Lee - nord
- Contea di Muscogee (Georgia) - nord-est
- Contea di Chattahoochee (Georgia) - est
- Contea di Stewart (Georgia) - sud-est
- Contea di Barbour - sud
- Contea di Bullock - sud-ovest
- Contea di Macon - ovest

### Laghi, fiumi e parchi
La contea comprende i seguenti laghi, fiumi e parchi:
| Laghi | Fiumi | Parchi                                                                                                | Parchi |
| --- | --- | --- | ------ |
| - Chatfields Pond - Gum Pond - Browns Pond - Bachlador Pond - Parkmans Pond - Beasleys Pond - Parrs Pond - Fullers Pond | - Hurtsboro Creek - Ihagee Creek - Snake Creek - Island Creek - Jacks Branch - Dry Creek - Mitchell Creek - Mink Creek - Porter Branch | - Glenville Historic District - Hatchechubbee Creek Park - Briar Creek Park - Bluff Creek Access Area |        |

## Storia
La contea di Russell fu costituita il 18 dicembre 1832. I territori appartenevano ai Creek. I capoluoghi sono stati: Girard (1833-1839), Crawford (in origine Crockettsville) (1839-1868), Seale (1868-1935) e Phenix City (1935-attuale). Il nome le è stato dato in onore al colonnello Gilbert C. Russell, che combatté nella guerra contro i Creek.

## Principali strade ed autostrade
- U.S. Highway 80
- U.S. Highway 280
- U.S. Highway 431
- State Route 26
- State Route 51

## Società

### Evoluzione demografica
Abitanti censiti (migliaia)

## Comuni[8]
- Hurtsboro - town
- Ladonia - cdp
- Phenix City[9] (capoluogo) - city